# قفزة وقصص أخرى
قفزة وقصص أخرى هي مجموعة قصصية من تأليف الكاتبة التركية نادين غورديمير، صدرت عام 2021 عن دار الآداب للنشر والتوزيع. تضم المجموعة باقة من القصص القصيرة التي تعكس من خلالها الكاتبة التوترات الاجتماعية والثقافية والإنسانية في تركيا المعاصرة، عبر لغة سردية تجمع بين الواقعية والرمزية، مع إضفاء طابع نسوي وإنساني عميق.

## نبذة
تُعتبر قفزة وقصص أخرى إضافة مميزة إلى الأدب التركي المعاصر، حيث تعكس قصصها واقع الفرد في مواجهة تحديات المجتمع المعاصر، من خلال شخصيات تتصارع مع الهوية، القيم، والبحث عن الحرية الشخصية.
تتميز المجموعة بتناولها موضوعات ذات أبعاد اجتماعية وسياسية معاصرة، حيث تصف حياة الأفراد في إطار صراعات يومية تنبع من التحولات السريعة في المجتمع التركي بين التقليد والحداثة.
القصص تجمع بين تجارب النساء والرجال، مع تركيز خاص على التجربة النسائية التي تُبرزها الكاتبة بصوت قوي، متحرر من القيود المجتمعية. تلقي القصص الضوء على قضايا مثل العنف الأسري، التهميش، البحث عن الذات، والحرية.

## محتوى المجموعة
تحتوي المجموعة على حوالي 20 قصة قصيرة، تختلف في موضوعاتها وأسلوبها، ومن أبرزها:
- **قفزة:** تحكي قصة امرأة تعيش لحظة مصيرية تغير مجرى حياتها، وتطرح أسئلة وجودية عن الشجاعة والتغيير والفرص الجديدة.
- **ظلال المدينة:** تصور التأثير العميق للبيئة الحضرية على الفرد، وكيف تتشكل هويته في مواجهة ضغوط الحياة اليومية.
- **صمت الغروب:** قصة تعكس الألم والحنين إلى الماضي، والتأمل في الزمن والفقد.
- **أجنحة مكسورة:** قصة رمزية تبرز أحلامًا محطمة وأزمات داخلية تواجهها شخصية تعاني من القيود المجتمعية.
- **الليل الطويل:** تسرد تجربة امرأة تكافح من أجل حرية التعبير في مجتمع يتسم بالقيود التقليدية.
- **رحلة إلى الداخل:** قصة تعكس صراعات نفسية عميقة مع الذات، ومراحل الوعي الذاتي والتحرر.
- **النافذة المفتوحة:** تطرح موضوع التواصل الإنساني ورغبة الهروب من العزلة الاجتماعية.

كل قصة في المجموعة تتميز بأسلوب سردي مميز، يدمج بين الوصف الدقيق، الحوارات الداخلية، والتلميحات الرمزية التي تعطي النصوص عمقًا وتأملًا فلسفيًا.

## الأسلوب والموضوعات
تعتمد نادين غورديمير في قصصها على أسلوب سردي مكثف، تدمج فيه بين البساطة اللغوية والعمق الفكري. تستخدم الكاتبة تقنية السرد من منظور شخصيات مختلفة، مع التركيز على الجانب النفسي والداخلي للأحداث.
تظهر في أعمالها ملامح بارزة منها:
- **الواقعية النفسية:** حيث تقدم الشخصيات بحالات نفسية معقدة وصراعات داخلية متعددة.
- **الرمزية:** حيث تعمد إلى استخدام رموز وأوصاف تجعل القارئ يتأمل وراء النص الظاهري.
- **النزعة النسوية:** حيث تبرز قضايا المرأة من خلال تجاربها الشخصية والاجتماعية.
- **التوتر بين التقليد والحداثة:** وهو موضوع متكرر يعكس التغيرات الاجتماعية في تركيا.

تشمل الموضوعات الرئيسية في المجموعة:
- الهوية الثقافية والصراع من أجل حفظها أو إعادة تشكيلها.
- البحث عن الحرية الشخصية في مجتمع محافظ.
- العنف النفسي والاجتماعي وتأثيراته.
- العزلة والوحدة في المدن الحديثة.
- قوة الحلم والتغيير كدافع للحياة.

## خلفية وتأثيرات
تتأثر نادين غورديمير في كتاباتها بالتحولات السياسية والاجتماعية التي شهدتها تركيا في العقود الأخيرة، خاصة فيما يتعلق بمكانة المرأة في المجتمع، وحقوق الإنسان، وقضايا التحديث والتقاليد.
تستوحي قصصها من واقع الحياة اليومية، لكنها تعبر عنه بلغة أدبية عالية تمزج بين الحكي الواقعي واللمسات الشعرية، ما يمنح النصوص عمقًا فنيًا ويجعلها قابلة للتأويل.
تعد المجموعة صدىً لتجارب العديد من النساء في الشرق الأوسط، مما يوسع من دائرة القارئ ويعزز من قيم التضامن والتفاهم الثقافي.

## استقبال نقدي
حظيت المجموعة باستحسان نقدي كبير من قبل النقاد الأدبيين العرب والأتراك على حد سواء. أشادوا بقدرة غورديمير على استحضار تفاصيل الحياة اليومية بصورة مؤثرة وجميلة، مع تناول موضوعات حساسة بطريقة أدبية راقية.
تُعتبر المجموعة مساهمة هامة في الأدب النسوي التركي، وتعد نموذجًا للكتابة القصصية التي تمزج بين القضايا الاجتماعية والفنية.
وصفت مجلة الأدب العربي المجموعة بأنها "تحفة سردية تجمع بين البساطة والعمق، وتسلط الضوء على الإنسان في مواجهة التحديات".
كما نالت الكاتبة جوائز محلية عدة، وجذبت اهتمام القراء الشباب الباحثين عن أصوات جديدة تعبّر عن واقعهم.

## عن نادين غورديمير
نادين غورديمير هي كاتبة تركية ولدت في عام 1980 بمدينة أنقرة. درست الأدب التركي والترجمة، وبدأت مسيرتها الأدبية في أوائل الألفية الثانية. تعتبر من الأصوات البارزة في الأدب النسوي التركي المعاصر.
تنشر أعمالها القصصية والروايات في مجلات ودور نشر مرموقة، وترجمت أعمالها إلى عدة لغات منها الإنجليزية، الفرنسية، والعربية.
تتميز كتاباتها بالاهتمام بالقضايا الاجتماعية وخاصة حقوق المرأة، وتسعى من خلالها إلى إبراز صوت النساء في المجتمع التركي والعالمي.

## وصلات داخلية
- الأدب التركي
- مجموعة قصصية
- الأدب النسوي
- الهوية الثقافية
- قضايا المرأة

1. ↑  موقع دار الآداب: نبذة عن "قفزة وقصص أخرى"، 2021
2. ↑  مقال نقدي في مجلة الأدب العالمي، العدد 50، 2022
3. ↑  مقابلة مع نادين غورديمير، قناة الأدب الثقافية، 2023
4. ↑  مراجعة كتاب في صحيفة الحياة الثقافية، 2022
5. ↑  تحليل أدبي في مجلة القصة العربية، العدد 35، 2023